# Brouwerij Val-Dieu

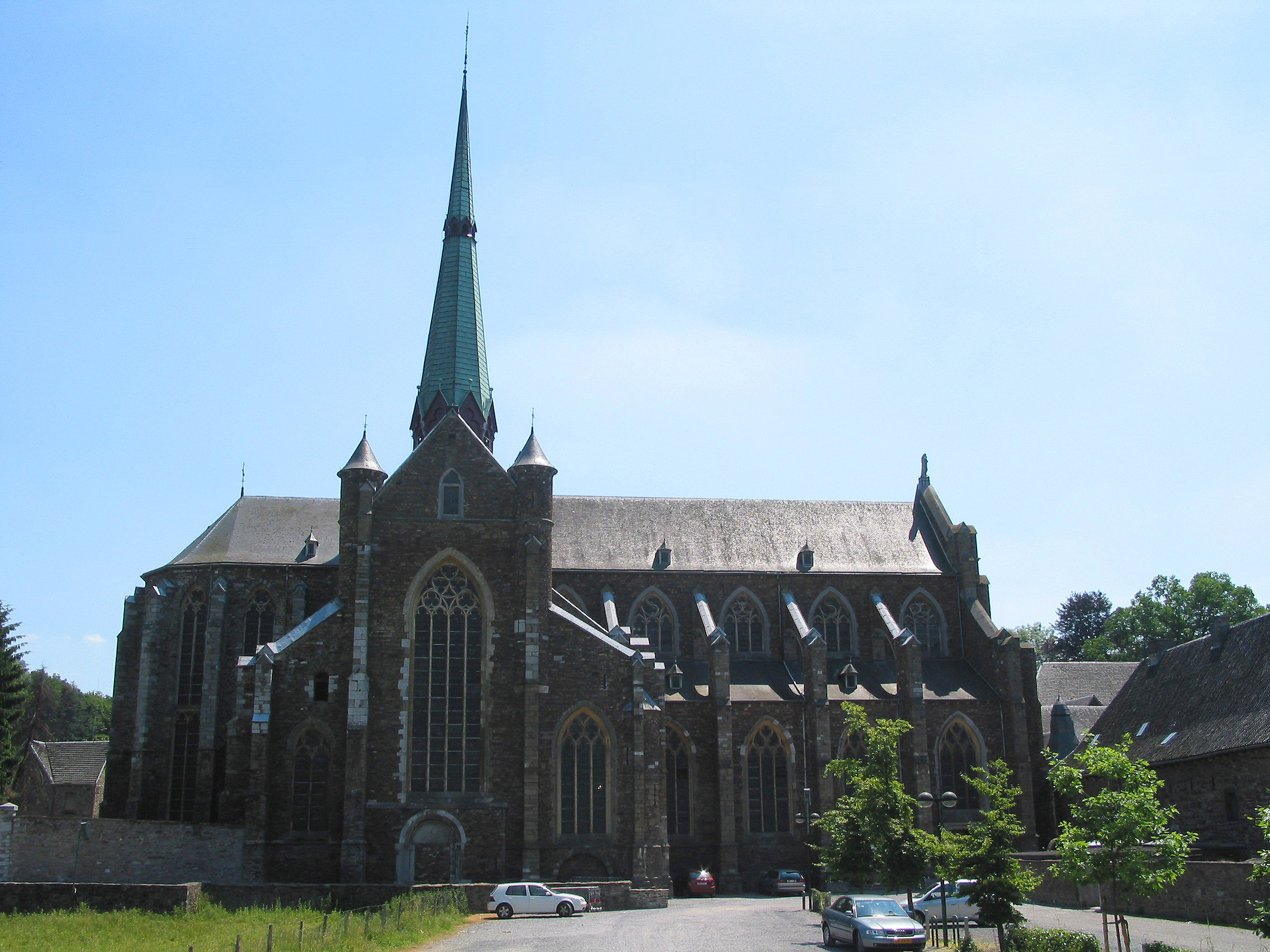
Abdijkerk

Brouwerij Val-Dieu is een kleinschalige Belgische brouwerij op het domein van de Abdij van Val-Dieu. Zij werd opgericht in 1997 en is gelegen in de Platdietse streek in de gemeente Aubel (provincie Luik).
De cisterciënzermonniken uit Lanaken van de Abdij van Hocht die zich in 1216 te Aubel vestigden, hebben altijd in Val-Dieu al bier gebrouwen. Het is in deze traditie dat de moderne lekenbrouwerij wordt gezien.
De brouwerij staat in voor de constante kleinschalige productie van een viertal bieren en enkele seizoensproducten. Daarnaast kan ook op bestelling worden gebrouwen.

## Bieren
Onderstaande bieren worden constant gebrouwen in deze brouwerij:
- Val-Dieu Blonde - 6%
- Val-Dieu Brune - 8%
- Val-Dieu Triple - 9%
- Blanche de Liège - 5,5 % (sinds 2018)

Daarnaast brouwden ze ook onderstaande bieren: 
- Val-Dieu Grand Cru (Quadrupel)
- Cuvée 800
- Cuvee d'aubel (brune, blond)
- Val-Dieu Bière de Noël
- Hoptimist
- Blanche de Liège
- Val-Dieu Fruitée
- Excellence du Val-Dieu
- Rader Ambrée
- Reinhardstein (blond)
- Rader
- La Merveilleuse de Chèvremont
- La Farnières
- Blanche de Liège Rosée
- Abtei Himmerod Abteibier
- La Merveilleuse de Chèvremont Royale
- Blegny-Mine Bière des Hertcheûses

## Galerij

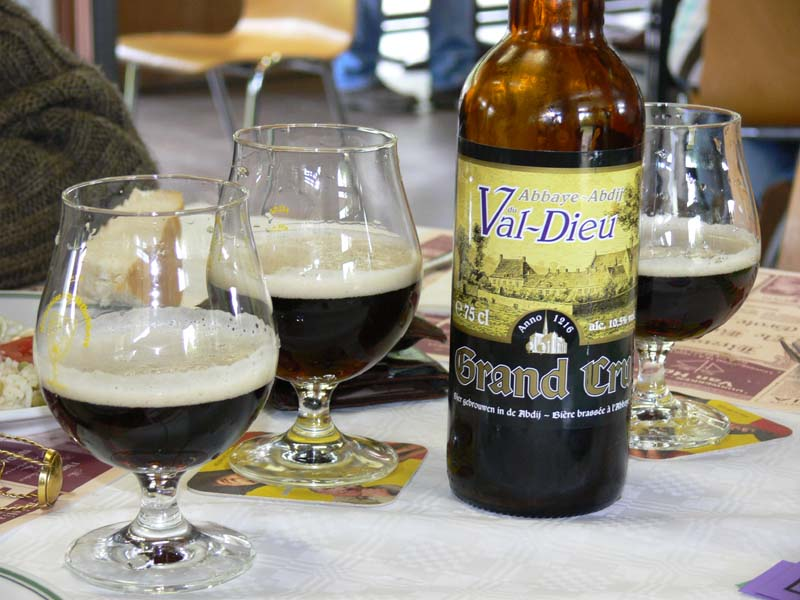
Val-Dieubier
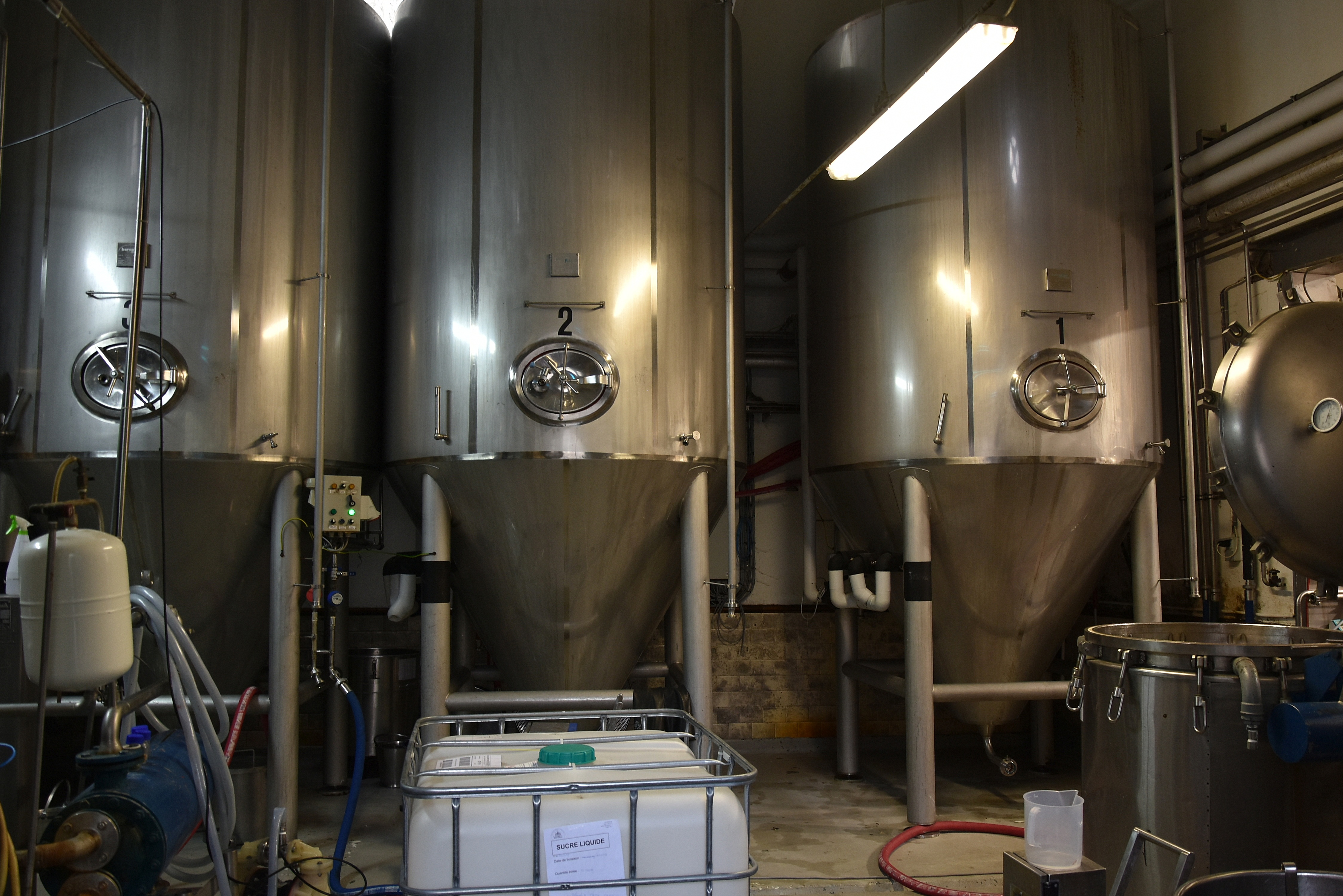
De brouwerij
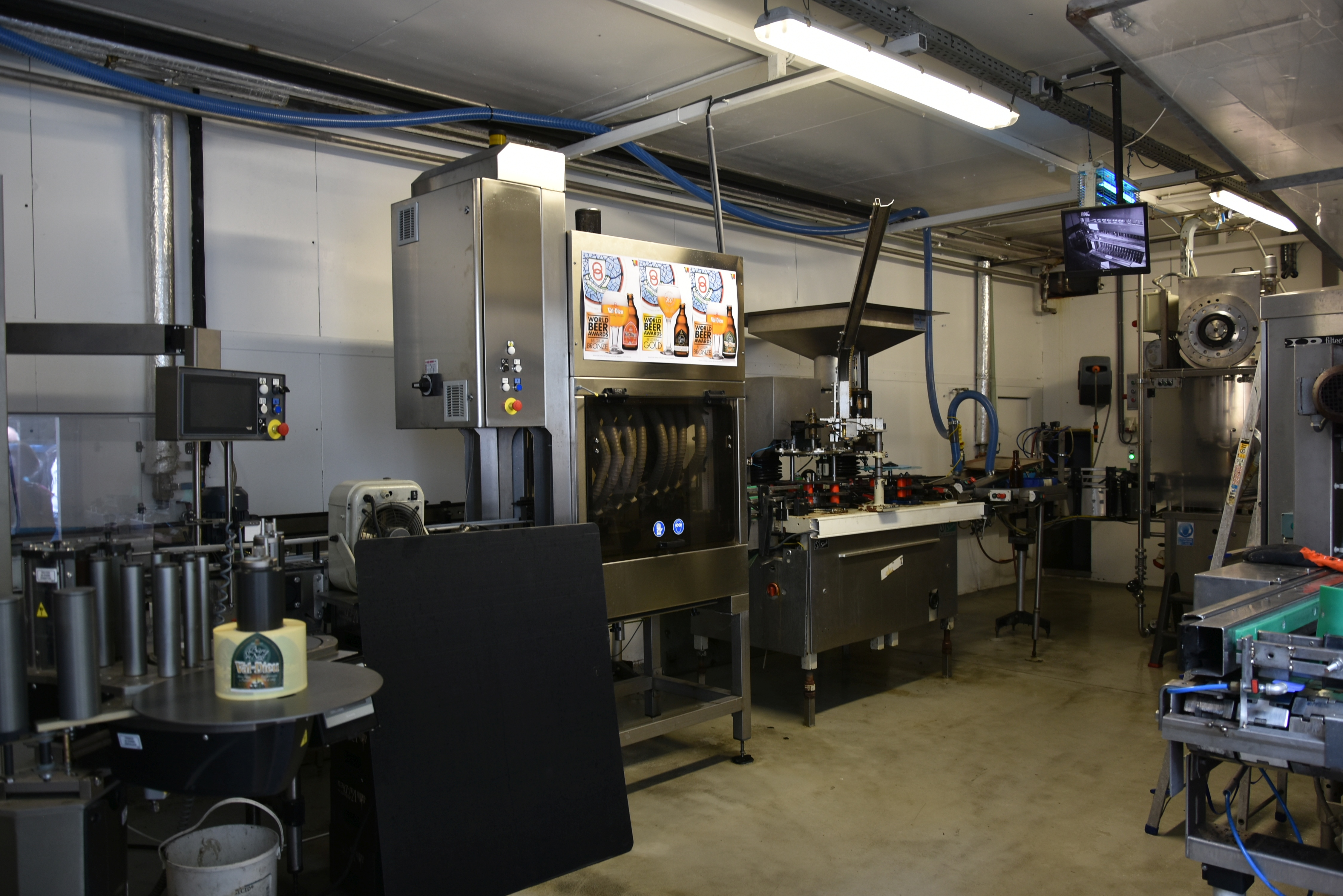
De bottelarij